# Довгі заручини (фільм)
«Довгі заручини» (фр. Un long dimanche de fiançailles, англ. A Very Long Engagement) — французька військова мелодрама режисера Жана-П'єра Жене, що вийшла на екрани у 2004 році. Екранізація однойменного роману Себастьєна Жапрізо.
Фільм був представлений на премію «Оскар» у номінаціях найкраща операторська робота та найкраща робота художника. Окрім того, стрічка стала п'ятикратним лауреатом премії «Сезар» та цілого ряду інших нагород.

## Сюжет
В Першу світову війну, під час битви на Соммі, п'ятеро французьких солдатів потрапляють під трибунал за звинуваченням у навмисному нанесенні собі травм через страх перед ранковою атакою. Трибунал засуджує усіх п'ятьох до смертної кари, і їх викидають на нейтральну смугу між двома лініями фронту — біля аванпосту «Бінго в сутінках». Після цього про всіх п'ятьох нічого не відомо. В послідовності появи цих солдат на екрані і їх короткої «військової біографії» виникає п'ятий за рахунком солдат зі своєю історією — це Манек, наречений головної героїні фільму, чарівної кульгавої Матільди, яка не вірить у те, що її коханий помер. Її серце говорить їй протилежне. Після закінчення війни Матільда проводить своє власне розслідування, поступово дізнаючись, що насправді відбулося в цей день біля «Бінго в сутінках».

## Творці фільму

### У ролях
| Актор               | Роль                      |
| ------------------- | ------------------------- |
| Одрі Тоту           | Матільда                  |
| Гаспар Ульєль       | Манек                     |
| Домінік Піньон      | Сільвен (дядько Матільди) |
| Шанталь Нойвірт     | Бенедикт (тітка Матільди) |
| Кловіс Корніяк      | Бенуа Нотр-Дам            |
| Альбер Дюпонтель    | Селестен «Муха»           |
| Дені Лаван          | Франсіс «Шість Су» Гіньяр |
| Жан-П'єр Бекер      | Есперанца                 |
| Домінік Беттенфельд | Анжело Бассіньяно         |
| Маріон Котіяр       | Тіна Ломбарді             |
| Джоді Фостер        | Елоді Горд                |
| Жан-П'єр Дарруссен  | капрал Бенджамін Горд     |
| Жером Кірхер        | Бастош                    |
| Жулі Депардьє       | Веронік Пассаван          |
| Андре Дюссольє      | П'єр-Марі Рув'єр          |
| Тікі Ольгадо        | Жермен Лис                |

## Зауваження
- Під час фільму Манек декілька разів вибиває (на дзвоні, на скелі, а потім на дереві на нейтральній смузі) літери «МММ». Ці літери означають «Манек кохає Матільду» (Manech aime Mathilde) — у французькій мові слово «aime» вимовляється так само, як літера «M».
- «Довгі заручини» — друга спільна робота Жана-П'єра Жене та Одрі Тоту після відомої «Амелі». Цьому факту фільм зобов'язаний своїм неофіційним теглайном — «Амелі йде воювати». Офіційний теглайн фільму — «Ніколи не відпускай».
- Згідно з прийнятою у Франції програмою підтримки національного кінематографу картина Жене отримала великі субсидії в національному центрі кінематографії. Видавцем і правовласником виявилась компанія Warner Brothers. Французи підрахували, що Warner Brothers банально «запустила руку у французький бюджет». Стрічка не змогла брати участь в Каннському кінофестивалі, так як вона вже була показана за межами країни до фестивалю, і не змогла бути номінована на «Оскар» у категорії «за найкращий іноземний фільм», оскільки вийшла у Франції не у встановлений термін.

## Історія прокату
Дати прем'єр наведені у співвідношені з даними IMDb.
| - — 27 жовтня 2004 - — 27 жовтня 2004 - — 26 листопада 2004 - — 2 грудня 2004 - — 17 грудня 2004 - — 26 грудня 2004 - — 26 грудня 2004 - — 13 січня 2005 - — 14 січня 2005 - — 21 січня 2005 - — 21 січня 2005 - — 21 січня 2005 - — 27 січня 2005 - — 27 січня 2005 - — 27 січня 2005 (німецькомовні регіони) - — 28 січня 2005 - — 28 січня 2005 - — 28 січня 2005 - — 28 січня 2005 - — 2 лютого 2005 - — 3 лютого 2005 - — 4 лютого 2005 | - — 4 лютого 2005 - — 10 лютого 2005 - — 11 лютого 2005 - — 11 лютого 2005 - — 11 лютого 2005 - — 17 лютого 2005 - — 18 лютого 2005 - — 18 лютого 2005 - — 24 лютого 2005 - — 25 лютого 2005 - — 25 лютого 2005 (прем'єрний показ на кінофестивалі «Юбарі») - — 10 березня 2005 - — 11 березня 2005 - — 12 березня 2005 - — 17 березня 2005 - — 18 березня 2005 - — 23 березня 2005 (прем'єрний показ на міжнародному кінофестивалі в Гонконгу) - — 25 березня 2005 - — 31 березня 2005 - — 7 квітня 2005 - — 8 квітня 2005 |

## Нагороди та номінації
Список нагород і номінацій наведений у співвідношенні з даними IMDb.

### Нагороди
| Список нагород | Список нагород                                     | Список нагород                         | Список нагород                                       |
| Рік            | Подія                                              | Номінація                              | Нагороджений                                         |
| -------------- | -------------------------------------------------- | -------------------------------------- | ---------------------------------------------------- |
| 2004           | Премія Асоціації кінокритиків Чикаго               | Найкращий фільм іноземною мовою        |                                                      |
| 2004           | Премія Кружка кінокритиків Флориди                 | Найкращий фільм іноземною мовою        |                                                      |
| 2005           | Премія Американського товариства кінематографістів | Найкраща операторська робота           | Бруно Дельбоннель                                    |
| 2005           | Кінопремія «Сезар»                                 | Найкраща операторська робота           | Бруно Дельбоннель                                    |
| 2005           | Кінопремія «Сезар»                                 | Найкращий дизайн костюмів              | Мадлін Фонтен                                        |
| 2005           | Кінопремія «Сезар»                                 | Найкраща робота художника-постановника | Алін Бонетто                                         |
| 2005           | Кінопремія «Сезар»                                 | Найкраща жіноча роль другого плану     | Маріон Котіяр                                        |
| 2005           | Кінопремія «Сезар»                                 | Найперспективніший актор               | Гаспар Ульєль                                        |
| 2005           | Премія Асоціації кінокритиків Форт-Верта           | Найкращий фільм іноземною мовою        |                                                      |
| 2005           | Премія Едгара Аллана По                            | Найкращий кінофільм                    | Жан-П'єр Жене (сценарій), Себастьєна Жапрізо (роман) |
| 2005           | European Film Awards                               | Найкраща робота художника-постановника | Алін Бонетто                                         |
| 2005           | Премія Кола кінокритиків Канзас-Сіті               | Найкращий фільм іноземною мовою        |                                                      |
| 2005           | Премія «Люм'єр»                                    | Найкраща режисура                      | Жан-П'єр Жене                                        |
| 2005           | Премія Кола кінокритиків Ванкувера                 | Найкращий фільм іноземною мовою        |                                                      |
| 2005           | World Soundtrack Awards                            | Найкращий композитор                   | Анджело Бадаламенті                                  |

### Номінації
| Список номінацій | Список номінацій                      | Список номінацій                                | Список номінацій                                                                                           |
| Рік              | Подія                                 | Нагорода                                        | Номінант                                                                                                   |
| ---------------- | ------------------------------------- | ----------------------------------------------- | --- |
| 2005             | Кінопремія «Оскар»                    | Найкраща робота художника-постановника          | Алін Бонетто                                                                                               |
| 2005             | Кінопремія «Оскар»                    | Найкраща операторська робота                    | Бруно Дельбоннель                                                                                          |
| 2005             | Кінопремія «BAFTA»                    | Найкращий фільм не англійською мовою            | Франсіс Боеспфлаг, Жан-П'єр Жене                                                                           |
| 2005             | Critics Choice Award                  | Найкращий фільм іноземною мовою                 | |
| 2005             | Кінопремія «Сезар»                    | Найкраща жіноча роль                            | Одрі Тоту                                                                                                  |
| 2005             | Кінопремія «Сезар»                    | Найкраща режисура                               | Жан-П'єр Жене                                                                                              |
| 2005             | Кінопремія «Сезар»                    | Найкращий монтаж                                | Ерве Шнайд                                                                                                 |
| 2005             | Кінопремія «Сезар»                    | Найкращий фільм року                            | Жан-П'єр Жене                                                                                              |
| 2005             | Кінопремія «Сезар»                    | Найкращий саундтрек                             | Анджело Бадаламенті                                                                                        |
| 2005             | Кінопремія «Сезар»                    | Найкращий звук                                  | Жан Уманскі, Жерар Арді, Венсан Арнарді                                                                    |
| 2005             | Кінопремія «Сезар»                    | Найкращий адаптований або оригінальний сценарій | Жан-П'єр Жене, Гійом Лоран                                                                                 |
| 2005             | European Film Awards                  | Найкраща жіноча роль                            | Одрі Тоту                                                                                                  |
| 2005             | European Film Awards                  | Найкраща операторська робота                    | Бруно Дельбоннель                                                                                          |
| 2005             | European Film Awards                  | Найкращий монтаж                                | Ерве Шнайд                                                                                                 |
| 2005             | Кінопремія «Золотий глобус»           | Найкращий фільм на іноземній мові               | |
| 2005             | Премія Лондонського кола кінокритиків | Найкращий фільм на іноземній мові               | |
| 2005             | Кінопремія «Golden Reel Award»        | Найкращий звук в іноземних фільмах              | Жерар Арді, Лоран Коссаян, Яннік Верньє, Ігор Томас-Жарар, Александр Відмер, Седрік Денуз, Марілена Кавола |
| 2005             | Кінопремія «Golden Satellite Award»   | Найкраща операторська робота                    | Бруно Дельбоннель                                                                                          |
| 2005             | Кінопремія «Golden Satellite Award»   | Найкращий фільм іноземною мовою                 | |